# Michael Nielsen

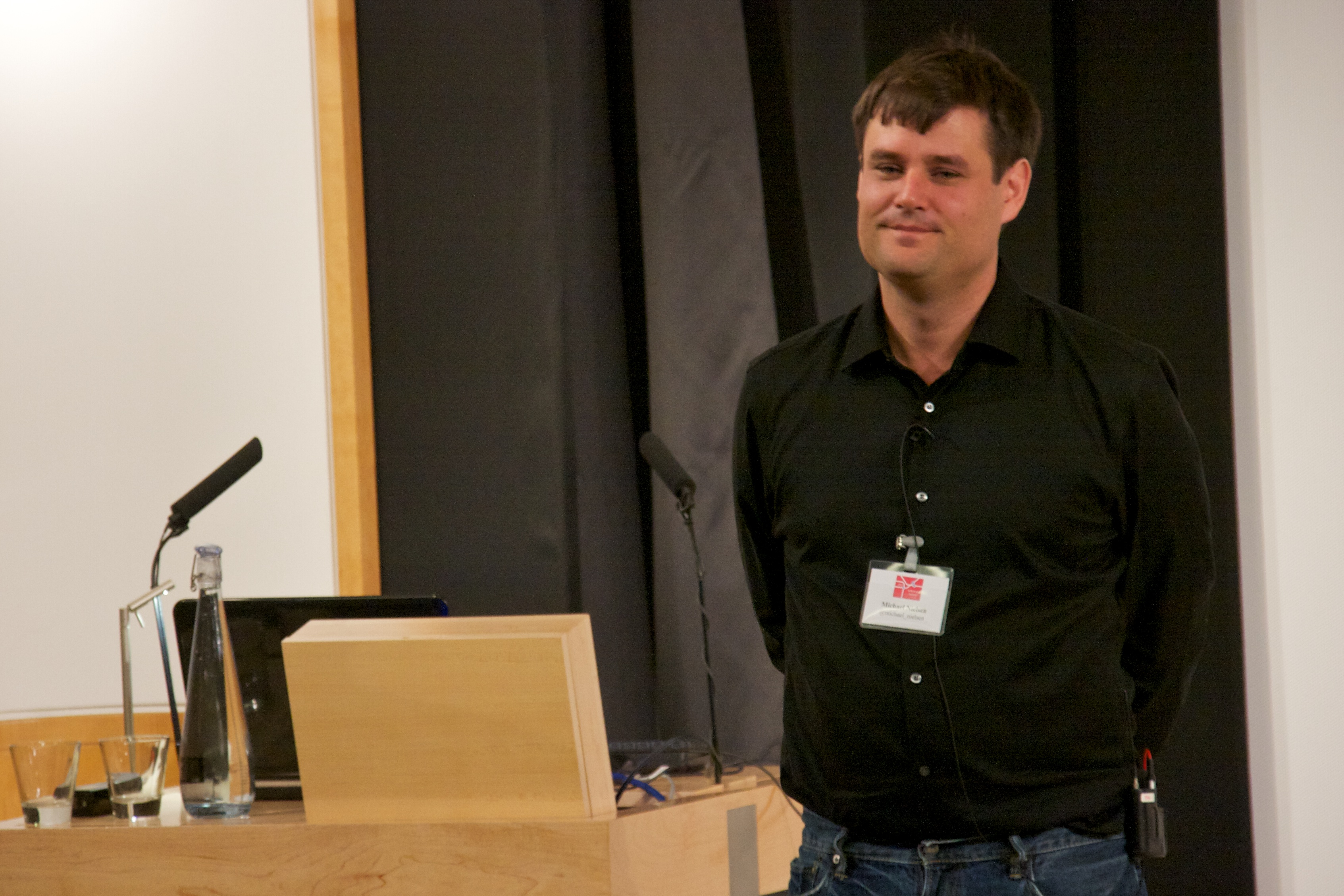
Michael Nielsen

Michael Aaron Nielsen (* 4. Januar 1974) ist ein australisch-US-amerikanischer Mathematiker und Physiker.
Nielsen promovierte 1998 an der University of New Mexico. Zusammen mit Isaac Chuang verfasste er ein bedeutsames Lehrbuch über Quanteninformation.
2007 gab er bekannt, sich künftig verstärkt der offenen Wissenschaft widmen zu wollen. Darauf gründete er zusammen mit Tim Gowers das Polymath-Projekt und betreibt auf seiner Homepage ein Wiki zur Zusammenfassung der Ergebnisse.
Nielsen ist Mitglied der Stiftung für offenes Wissen. Seit 2015 arbeitet er zudem am Recurse Center.